# Day (Wisconsin)
Day – miasto w Stanach Zjednoczonych, w stanie Wisconsin, w hrabstwie Marathon.